# Derek Humble
Derek Humble (* 6. Mai 1931 in Livingston, Durham, England; † 22. Februar 1971 in Easington, County Durham) war ein britischer Altsaxophonist  und Klarinettist des Modern Jazz.

## Werdegang
Derek Humble begann seine Musikerkarriere schon als Jugendlicher und tourte mit den Bands von Teddy Foster. Um 1950 spielte er bei Kathy Stobart, 1951 bei Vic Lewis und 1952 bei Jack Parnell. Von 1953 bis 1956 gehörte er der Band von Ronnie Scott an und war in den 1950er Jahren an Schallplattenaufnahmen von Tony Crombie, Victor Feldman, Arnold Ross, Kenny Graham und Jimmy Deuchar beteiligt. 1956 spielte er mit Oscar Rabin, dann kehrte er für eine USA-Tournee zu Scott zurück. Von 1957 bis 1967 war Humble Mitglied des Orchesters von Kurt Edelhagen in Köln, außerdem spielte er in dieser Zeit mit Heinz Kretzschmar und Dusko Goykovich. Im Jahr 1961 arbeitete er auch mit Kenny Clarke und Francy Boland, kurz danach wurde er der führende Altsaxophonist in der Kenny Clarke/Francy Boland Big Band.
Bis 1968 ging er mit dieser Band auf Tournee; in dieser Zeit wurde er bei einer Schlägerei in Köln ernsthaft verletzt. Phil Woods übernahm zeitweise seinen Part in der Clarke-Boland Band, bis er wieder einstieg. 1969 spielte er noch mit Gordon Beck, 1970 wieder bei Clarke-Boland, obwohl er nicht mehr in der Lage war, seinen Part auszufüllen. Wieder in London, arbeitete er kurz mit dem Phil Seamen Quartett; kurz danach starb Humble.

## Aufnahmen (Auswahl)
- 1955 – Jimmy Deuchar: Showcase (Jasmine, 1953–55)
- 1955 – Victor Feldman: Suite Sixteen (OJC)
- 1956 – Victor Feldman: Departure Blues (Jasmine); In London, Vol. 1 (Jasmine)
- 1961 – Kenny Clarke/Francy Boland Big Band: The Golden 8 (Blue Note Records)
- 1966 – Dusko Goykovich: Belgrade Blues (Cosmic Sounds)
- 1968 – Kenny Clarke/Francy Boland Big Band: Three Latin Adventures (MPS, 1968); Theatre National de Paris 1969 (RTE)